# Johnny's DREAM IsLAND 2020→2025 〜大好きなこの街から〜
- 関ジャニ∞ > SUPER EIGHTのライブ一覧 > Johnny's DREAM IsLAND 2020→2025 〜大好きなこの街から〜
- WEST. > Johnny's DREAM IsLAND 2020→2025 〜大好きなこの街から〜
- 関西ジャニーズJr.
  - なにわ男子 > Johnny's DREAM IsLAND 2020→2025 〜大好きなこの街から〜
  - Aぇ! group > Johnny's DREAM IsLAND 2020→2025 〜大好きなこの街から〜

『Johnny's DREAM IsLAND 2020→2025 〜大好きなこの街から〜』（ジャニーズ ドリーム アイランド 2020→2025 だいすきなこのまちから）は、2020年7月28日から同年8月25日にかけて開催された、関ジャニ∞・ジャニーズWEST・関西ジャニーズJr.の無観客生配信合同ライブイベント及び各アーティストのワンマンライブ。通称は「ドリアイ」。
本項では、合同公演および関ジャニ∞公演を中心に記述する。

## 概要
- 本ライブは、2020年7月28日から同年8月25日にかけて開催された、関ジャニ∞・ジャニーズWEST・関西ジャニーズJr.（なにわ男子・Aぇ! group等）による、合同ライブイベント及び各アーティストのワンマンライブ[1][2]。
- 新型コロナウイルス「COVID-19」の感染が拡大してるため、全公演が無観客生配信での開催となった[1][2]。
- 「728（なにわ）の日」とされた2020年7月28日には、全組が集まった合同ライブイベントを開催し、同年8月1日から25日までは、各アーティストのワンマンライブまたは舞台が開催された[1][2]。

- 大倉忠義（関ジャニ∞）の、2018年頃から思い描いていた「いずれ関西ジャニーズで何か出来たら」という構想がきっかけで、本ライブが実現した[4]。
- ライブタイトルは、関西ジャニーズJr.が考案した複数の候補の中から、参加アーティストのメンバー全員による投票で決定した[1][2]。
- 基本的に各公演ではアーカイブ配信は行われなかったが、初日（2020年7月28日）の合同公演のみ、配信トラブルがあったため[5]、翌29日から30日までアーカイブ配信を行った[6]。
- 同年9月10日、NHK総合にて、本ライブの特集番組『浪花から未来へ‐ぼくらが駆け抜けた夏 2020‐』が関西地区のみで放送された[7][8]。
  - 同年10月7日には、同番組が同局にて全国放送された[9]。
- 同年10月24日 - 11月14日、フジテレビ系連続ドキュメンタリー『RIDE ON TIME』にて、4週連続で本ライブが特集された[10][11][12]。

## 公演日程
※全て無観客配信公演。
| 主なアーティスト  | 年     | 月  | 日   | 開演時間 | 会場                   |
| ----------------- | ------ | --- | ---- | -------- | ---------------------- |
| 合同公演          | 2020年 | 7月 | 28日 | 18:00    | 万博記念公園（大阪府） |
| ジャニーズWEST    | 2020年 | 8月 | 1日  | 18:00    | 大阪松竹座（大阪府）   |
| 関ジャニ∞         | 2020年 | 8月 | 8日  | 18:00    | 大阪松竹座（大阪府）   |
| Aぇ! group        | 2020年 | 8月 | 11日 | 18:00    | 大阪松竹座（大阪府）   |
| Aぇ! group        | 2020年 | 8月 | 12日 | 14:00    | 大阪松竹座（大阪府）   |
| Aぇ! group        | 2020年 | 8月 | 12日 | 18:00    | 大阪松竹座（大阪府）   |
| 関西ジャニーズJr. | 2020年 | 8月 | 15日 | 18:00    | 大阪松竹座（大阪府）   |
| 関西ジャニーズJr. | 2020年 | 8月 | 16日 | 14:00    | 大阪松竹座（大阪府）   |
| 関西ジャニーズJr. | 2020年 | 8月 | 16日 | 18:00    | 大阪松竹座（大阪府）   |
| なにわ男子        | 2020年 | 8月 | 18日 | 14:00    | 大阪松竹座（大阪府）   |
| なにわ男子        | 2020年 | 8月 | 19日 | 10:00    | 大阪松竹座（大阪府）   |
| なにわ男子        | 2020年 | 8月 | 19日 | 14:00    | 大阪松竹座（大阪府）   |
| Aぇ! group        | 2020年 | 8月 | 24日 | 14:00    | 大阪松竹座（大阪府）   |
| Aぇ! group        | 2020年 | 8月 | 24日 | 18:00    | 大阪松竹座（大阪府）   |
| Aぇ! group        | 2020年 | 8月 | 25日 | 14:00    | 大阪松竹座（大阪府）   |

## 合同公演
『Johnny's DREAM IsLAND 2020→2025 〜大好きなこの街から〜』（ジャニーズ ドリーム アイランド 2020→2025 だいすきなこのまちから）は、2020年7月28日に大阪・万博記念公園で開催された、関ジャニ∞・ジャニーズWEST・関西ジャニーズJr.の無観客生配信合同ライブイベント。同日に配信プラットフォーム『Johnny's net オンライン』にて生配信された。

### 概要（合同公演）
- 本公演は、関ジャニ∞・ジャニーズWEST・関西ジャニーズJr.（なにわ男子・Lil かんさい・Aぇ! group・その他）等、総勢73人が集まって開催された合同ライブイベント[14]
  - ジャニーズ事務所所属のアーティストの内、関西ジャニーズJr.出身のアーティストだけが一同に介するイベントを行うのは初である[16]。
- 「728（なにわ）の日」とされた2020年7月28日に開催された[1][2]。
- 各グループの代表曲やグループの垣根を越えたメドレー等、全27曲を披露した[15][18]。
- 本公演の配信時に、システム障害等の配信トラブルがあったため[5]、本公演終了後の同年7月29日から30日までアーカイブ配信を行った[6]。

### セットリスト（合同公演）
※出典を参照。
1. Lil Miracle / Lil かんさい
2. Firebird / Aぇ! group
3. 僕空〜足跡のない未来〜 / なにわ男子
4. Big Shot!! / ジャニーズWEST
5. 罪と夏 / 関ジャニ∞
6. My dreams / 関西ジャニーズJr.（映像）
作詞：大倉忠義
作曲：安田章大
7. 〈メンバーカラーメドレー〉
  1. One Love / ドリアイレッド
  2. エネルギー / ドリアイオレンジ
  3. ペットショップラブモーション / ドリアイイエロー
  4. Dye D? / ドリアイブルー
  5. 愛のかたまり / ドリアイグリーン
  6. FIRE!!! / ドリアイピンク
  7. koi-wazurai / ドリアイなす
  8. cHocoレート / ドリアイブラック
作詞：横山裕
作曲：安田章大
8. 証拠 / ジャニーズWEST（映像）

〈ゼロディスタンス絵描き歌コーナー〉
1. Re:LIVE / 関ジャニ∞（映像）
2. ブリュレ / 関ジャニ∞
3. YSSB / 全員
4. Game of Love / 関ジャニ∞以外

〈MC〉
1. 勝手に仕上がれ / 関ジャニ∞・Aぇ! group
2. プリンシパルの君へ / ジャニーズWEST・Lil かんさい
3. Can't stop / 安田章大・大倉忠義・関西ジャニーズJr.
作詞：大倉忠義
作曲：安田章大
4. ダイヤモンドスマイル / なにわ男子・ジャニーズWEST
5. ええじゃないか / 全員
6. 大阪ロマネスク / 全員
7. 関西アイランド / 全員

〈アンコール〉
1. バンバンッ!! / 全員

### 演出（合同公演）
- 本ライブの公式Twitterで楽曲を募集し、その楽曲をグループの垣根を越えたユニットで披露するメドレーを行った[14][15]。

- 本イベント中盤では、「みんなで絵描き歌やってみまSHOW!」と題したバラエティコーナーを実施した[20]。

- 「ブリュレ」では、「大人数で同じ色の衣装で踊る」ということが貴重であり、「引き画になった時に壮観な画になる」との狙いから、赤い衣装での披露となった[21]。
- 「Can't stop」（作詞：大倉、作曲：安田）では、大倉と安田が後輩に提供した楽曲であったが、「この曲で後輩とのコラボを見たいと思ってくれてるかな」との想いから、大倉と安田が後輩と共に参加し、初めてセルフカバーを披露した[22][注 3]。
- 「勝手に仕上がれ」では、関ジャニ∞だけでなく、バンドとしても活動しているAぇ! groupとのバンドセッションを行った[22]。

#### メンバーカラーメドレー
- メドレーで披露された楽曲は、2020年7月7日から9日にかけて、Twitterにて募集された[23]。
- 丸山隆平が率いる「ドリアイオレンジ[3]」は、「オレンジらしく元気を届けられる曲にしたい」との想いから、関ジャニ∞の「エネルギー」が選曲された[24]。
  - 同曲が、関ジャニ∞が出演するライブで披露されるのは、約12年振りである。
- 安田章大が率いる「ドリアイブルー[3]」は、関ジャニ∞の「Dye D?」（作詞・作曲：安田）を選曲した[25]。
  - これは、安田が打ち合わせの最初に「みんなの意見を先に聞かせて」と後輩の意見を取り入れ、「今後後輩がライブで（同曲を）歌う時、彼ら（後輩）の『Dye D?』になる」との期待を込め、同曲を制作した安田自らが、原曲に新たな歌詞とメロディーを考案し追加した[25]。
  - 音入れ前日に歌詞を半分書き、残りをレコーディング現場でメロディーを作りながら書き進めた[25]。
  - 追加したパートでは、披露当日は安田と後輩がギターで伴奏する演出を行った[25]。
- 大倉忠義が率いる「ドリアイグリーン[3]」は、「ファンからのリクエストにある曲」「誰もが知る曲」「バラード」の3つの構想から、KinKi Kidsの「愛のかたまり」が選曲された[25]。
  - 同曲を歌い繋ぐ順番は大倉による考案[25]。
  - 最初は「年下から順にしよう」と考えていたが、最終的には「声質」を意識して順番を決めた[25]。
- 村上信五が率いる「ドリアイなす[3]」は、村上が自身の配信舞台『If or…NEO』の準備が忙しかったため、グループメールで「任せるで。なんでもやりたい事やって!」と伝え、最終的にKing & Princeの「koi-wazurai」が選曲された[20]。
  - 各メンバーのメンバーカラーは「紫」が正しいが、関ジャニ∞のコント『関ジャニ戦隊∞レンジャー』内の村上が演じるキャラクター「ナスレンジャー」から、「なす」の名称が用いられた[3]。
  - また、上述の通り、村上の多忙により、前日のリハーサルで初めて5人で振り合わせを行い、ほぼぶっつけ本番で挑むこととなった[20]。
- 「ドリアイブラック[3]」は、メンバーカラーが「黒」のメンバーが横山裕しかいなかったため、横山のソロでの披露となり、横山のソロ曲「cHocoレート」（作詞：横山、作曲：安田）が選曲された[20]。
  - これは「投票で『cHocoレート』が多かった」と聞き、横山が「それに応えよう」との想いから選曲に至った[20]。
  - また、上述の通り、「ドリアイブラック」のメンバーが横山しかいなかったため、メンバーカラーが「黒」では無い後輩メンバーがバックに付いて披露された[20]。

#### バラエティコーナー
- 「みんなで絵描き歌やってみまSHOW!」と題したバラエティコーナーを実施[20]。
- セットリストの一覧には、「ゼロディスタンス絵描き歌コーナー」と表記された[18]。
- タイトルの通り、絵描き歌をアクリル板に書き、お題を当てるコーナーとなっている[20]。

## 関ジャニ∞公演
『Johnny's DREAM IsLAND 2020→2025 〜大好きなこの街から〜』（ジャニーズ ドリーム アイランド 2020→2025 だいすきなこのまちから）は、2020年8月8日に大阪・大阪松竹座で開催された、関ジャニ∞の無観客生配信ワンマンライブ。同日に配信プラットフォーム『Johnny's net オンライン』にて生配信された。

### 概要（関ジャニ∞公演）
- 自身初の無観客生配信ワンマンライブ[26][29][31]。
  - ワンマンライブとしては、2019年から2020年にかけて開催された47都道府県ツアー『関ジャニ∞ 47都道府県ツアー UPDATE』の新型コロナウイルスの影響により中止となった、2020年2月14日の徳島公演以来、約6か月振りの開催[27]。
- 本公演が開催された大阪・大阪松竹座は、関ジャニ∞（当時：関ジャニ8）が結成されて初めてのステージの会場であり、結成及びデビュー当時に公演を行っていた「原点」である[27][28]。
  - 大阪松竹座でのライブは、前述の47都道府県ツアー『UPDATE』の初日公演（2019年11月6日）以来、約9か月振りの開催[32]。
- 本公演が開催された8月8日は、「8」が連なることから、グループ名の「関ジャニ∞（エイト）」に因み、例年「エイトの日」と題した記念日としている[26][29][31]。
- メンバーの大倉忠義が体調不良により本公演を欠席し、残りのメンバー4人でライブを行った[33][34]。

### セットリスト（関ジャニ∞公演）
※出典を参照。
1. 好きやねん、大阪。
2. TAKOYAKI in my heart
3. モンじゃい・ビート
4. マーメイド
5. Do you agree?
6. Eden
7. Butterfly I Loved
8. ∞レンジャー 〜センター不在 誰がセンターの器なのか??の巻〜
  1. ∞レンジャー /　エイトレンジャー
  2. ER / エイトレンジャー

〈MC〉
1. いつか、また…。（アコースティックver.）
2. 友よ
3. 象
4. 勝手に仕上がれ
5. LIFE〜目の前の向こうへ〜
6. Re:LIVE

〈アンコール〉
1. Cool magic city

### 演出（関ジャニ∞公演）
- 大倉が体調不良により本公演を欠席したことで、残りのメンバー4人でライブを行った[28][29][31]。
- オープニングは、会場となった大阪松竹座の楽屋からの中継から始まった[36]。
  - また、横山が約6年振りに金髪に髪を染めて登場するサプライズも施された[36]。
- 松竹座で使用されているブザーを実際に鳴らして開演された[36]。
- 本公演では、松竹座でのライブということで、「特別なライブ」を意識し、初期の楽曲を集めたセットリストとなった[37]。
  - 主にセットリストは大倉が組み立てていたものをベースに、全員で詰めていき、最終的に安田が細かな演出を付けていった[36]。
  - これに対し安田は「自分は向いていない役割やと思っていたけど、みんなと共有し合って、心が1つになれる感覚が心地良かった」とコメントした[36]。
- 本公演が無観客配信ライブということで、客席に観客がいないため、村上の発案で「ナスレンジャー」や「Babun」、「両手洗擦造」等、村上の過去のキャラクターがプリントされた全5種類の団扇と、それに装着したペンライトを全ての客席に設置された[36]。
- 「好きやねん、大阪。」から「モンじゃい・ビート」まで着用していた法被は、松竹座時代に関ジャニ∞が着ていた当時のものを使用している[36][27][28]。
- 「マーメイド」は、横山が「松竹座で生まれた曲」として「いつか（松竹座で）やりたかった」との想いから披露に至った[36]。
- 自身のコントキャラクター『エイトレンジャー』が約4年振りに登場した[38]。
  - 前述の通り、松竹座での「特別なライブ」という意識から、初期の松竹座でも披露してきたコント『∞レンジャー』を「やった方が良い」との横山の意見から、セットリストに組み込まれた[37]。
  - 配信ならではの映像効果を使った演出が施さており、過去に「B.A.D.団」としてコントに参加していた、ジャニーズWESTの中間淳太と桐山照史が映像で出演した[38]。
    - 中間と桐山の出演は、横山が「せっかく関西で盛り上がれる機会やから」とオファーを行った[38]。
    - また、横山は「2人がVTRでも良いから出てくれたら、2025年の万博へ向けた関西プロジェクトの一環として、グループを越えてみんなでやってる事のアピールにもなる」と、万博へ向けた想いも込められていることを明かした[37]。
- 「いつか、また…。」では、安田のアコースティック・ギターによる弾き語りで披露された[38]。
- 「象」と「勝手に仕上がれ」は、5人体制（本公演では大倉の欠席により4人）で初披露され、計3曲がバンドスタイルで披露された[38]。
- 「Re:LIVE」では、eighter[注 4]の言葉が、デジタル加工で松竹座の空間を浮遊する配信公演ならでは演出が施された[38]。

### 体調不良による大倉の欠席

#### 欠席の経緯
- 2020年8月3日、「（大倉の）体調が少し芳しくない」との情報がメンバーの元に入り、それを受け、「こういう時期（コロナ禍）やし大事を取って、大倉抜きでやろう」とメンバーが話し合って、4人でのライブの開催が決定した[37]。
- 同年8月6日、大倉の欠席を発表[33][34][39]。
  - この際に、欠席理由を主演映画のスケジュール等、過密日程の影響による体調不良によるものとした[33][34][40]。
  - また、新型コロナウイルス「COVID-19」の疑いは無く[40]、立っていられない程の深刻な状況ではないが、免疫力の低下等を懸念し、大事を取って欠席とした[33][40]。
- 本公演終了後の同年8月15日、メンバーの村上がパーソナリティを務めるラジオ番組『村上信五くんと経済クン』（文化放送）にて、大倉の欠席について以下の詳細を明かした[41][42]。
  - 大倉が主演を務める映画『窮鼠はチーズの夢を見る』の公開が新型コロナウイルスの影響により延期となったことを受け、同映画の取材をやり直しているが、同映画で共演している俳優の成田凌も多忙なため、互いのスケジュール調整が難航していること[41][42]。
  - 大倉が主演を務める2021年1月期のフジテレビ系ドラマ『知ってるワイフ』[注 5]を撮影する上で、民放各局がドラマ撮影時のロケ地を取り合いとなっている上に、前述の過密スケジュールのため、大倉がドラマの台詞覚えるスピードも速めなければならず、大倉に負担が大きい状況にあること[41][42]。
  - 大倉本人は「（本公演を）やりたい、今までやってきたことだから出来る」と申し出たが、村上らメンバーは「（ライブを強行するより）コロナの疑いが出て、ドラマの撮影を止めた方がその後のリスクが大きすぎる」との旨を話し、大倉を説得したこと[41][42]。

#### 演出の変更
- オープニングでは、大倉の団扇を4人が持ちながらのスタートとなった[36]。
- 「好きやねん、大阪。」で使用したマイクスタンドは、メンバー4人分だけでなく、大倉の分も用意され、実際にセンターに設置された[30][31]。
- 大倉のソロ曲である「Butterfly I Loved」を4人で披露した[38]。
  - これは、横山の提案であり、大倉の休演が決まってから急遽セットリストに組み込まれた[38][26][30][31]。
  - また、事前に4人で歌うことを大倉に伝えた際に、大倉からは「ありがとう。感謝してる」と伝えられたという[27][28]。
- 「いつか、また…。」では、客席をペンライトの自動操作によって、大倉のメンバーカラーである緑に点灯された[38]。
- バンドスタイルで披露した「象」と「勝手に仕上がれ」と「LIFE〜目の前の向こうへ〜」欠席した大倉の代わりに、関ジャニ∞のツアー等でサポートを担当している浜崎大地がサポートドラムとして参加した[38]。
- アンコールの「Cool magic city」では、4人が大倉の顔写真と「TADAYOSHI OHKURA」と大倉の名前が入ったTシャツを着て披露された[28][30][31]。
- 本公演自体では無いが、同日に出演した生放送の音楽番組『ライブ・エール 〜今こそ音楽でエールを〜』（NHK総合）にも、本公演の会場から中継で4人で出演し、大倉のぬいぐるみをメンバーが持ちながら、「LIFE〜目の前の向こうへ〜」をバンドスタイルでは無く、ハンドマイクのみで披露した[44][28]。